# Pachycephala schlegelii
El silbador de Schlegel (Pachycephala schlegelii) es una especie de ave paseriforme de la familia Pachycephalidae.

## Distribución geográfica y hábitat
Es endémica de Nueva Guinea (Indonesia y Papúa Nueva Guinea).
Su hábitat natural son los bosques montanos húmedos subtropicales o tropicales.

## Subespecies
Se reconocen las siguientes según IOC:
- P. s. schlegelii: noroeste de Nueva Guinea.
- P. s. cyclopum: norte-centro de Nueva Guinea.
- P. s. obscurior: desde el oeste-centro hasta el este de Nueva Guinea.